# Вагайцево
Вагайцево (рос. Вагайцево) — село у Ординському районі Новосибірської області Російської Федерації.
Входить до складу муніципального утворення Вагайцевська сільрада. Населення становить 2067 осіб (2010).

## Історія
Згідно із законом від 2 червня 2004 року органом місцевого самоврядування є Вагайцевська сільрада.

## Населення
| 2002 | 2007  | 2010  |
| ---- | ----- | ----- |
| 1997 | ↗2176 | ↘2067 |